# Hydrochus nitidicollis
Hydrochus nitidicollis é uma espécie de insetos coleópteros polífagos pertencente à família Hydrophilidae.
A autoridade científica da espécie é Mulsant, tendo sido descrita no ano de 1844.
Trata-se de uma espécie presente no território português.